# 萬春公主 (唐玄宗之女)
万春公主（732年—770年），唐朝公主，是中国唐朝第六代皇帝唐玄宗李隆基之女。

## 母
万春公主的生母为杜美人（林昭仪）。

## 生平
天宝十三载（754年）三月廿九日，万春公主嫁给杨国忠的幼子、鸿胪卿杨朏。至德元年（756年）七月十五日，安禄山攻陷长安后，为了报复其子安庆宗被杀之仇。派大将孙孝哲在崇仁坊杀掉没有随唐玄宗逃跑的百余个皇亲国戚，包括杨朏，挖出他们的心来祭奠安庆宗。万春公主又嫁杨贵妃的堂兄弟杨锜。大历五年（770年），万春公主去世，享年三十九岁。  

## 驸马
- 杨錡，父工部尚书杨元珪，錡官卫尉卿，赠太常卿，生子杨晅，中散大夫守光禄卿，尚宜春县主